# Haagkonventionen 1996
Haagkonventionen 1996, officiellt Konvention om behörighet, tillämplig lag, erkännande verkställighet och samarbete i frågor om föräldraansvar och åtgärder till skydd för barn, är en konvention av Haagkonferensen för internationell privaträtt. Den täcker civila skyddsåtgärder gällande barn, och sträcker sig från beslut om föräldraansvar och offentliga skyddsåtgärder eller vård, till frågor som rör skyddet av barns egendom. Den har därmed väsentligt större omfång än de två tidigare Haag-konventionerna i ämnet.
Konventionen har regler som fastställer vilket lands myndigheter som har behörighet att vidta skyddsåtgärder. Konventionen fastställer vilket lands lagar som skall tillämpas. Ett beslut som tagits i ett konventionsland är giltigt i alla andra konventionsländer. Samarbetsbestämmelserna i konventionen ger den grundläggande ramen för utbyte av information och fastställer den nödvändiga graden av samarbete mellan administrativa myndigheter i konventionsstaterna.
Konventionen trädde först i kraft den 1 januari 2002 och har för närvarande 44 konventionsstater (april 2016).  Därtill har både USA och Argentina signerat konventionen, men inte ratificerat den.

## Omfattning och tillämpning
1996 års konvention syftar till att undvika att beslut om barns egendom och välfärd (exklusive föräldraansvar och kontakt) görs på annat ställe än i den stat där barnet har sin hemvist. Den möjliggör också att beslut som tas i barnets hemvist skall registreras och göras verkställbara i andra konventionsländer. Den fastställer en ram för samordning av rättssystemen, och för rättsligt och administrativt samarbete internationellt.

## Bakgrund

### Haag-konferensens barnkonventioner
Haagkonferensen har, under över ett sekel, varit inblandat i åtgärder för civilrättsligt skydd av utsatta barn i gränsöverskridande situationer. Tre barnkonventioner har utvecklats under de senaste tjugofem åren, med det grundläggande syftet att skapa ramverk där stater som delar ett gemensamt intresse av att skydda barn kan samarbeta.

### 1996 års konvention
1996 års konvention är den bredaste i omfattningen av dessa tre, och omfattar ett mycket brett spektrum av civila skyddsåtgärder som rör barn, och sträcker sig från beslut om föräldraansvar och offentliga skyddsåtgärder eller vård, till frågor som rör skyddet av barns egendom. Den omfattar också:
- Ensamkommande barn
- Gränsöverskridande placeringar av barn

## Genomförandet inom Europeiska unionen
Ämnet för konventionen är ett av de ämnen som behandlas i Bryssel II-förordningen. Mellan medlemsländerna har denna förordning företräde framför Haagkonventionen eftersom den är minst lika fördelaktig som de regler som fastställs i konventionen. Konventionens ämne är dessutom ett område med delad befogenhet mellan Europeiska unionen och dess medlemsstater, vilket innebär att Europeiska unionen måste godkänna medlemsstaterna att underteckna och ratificera konventionen. EU auktoriserade undertecknande och ratificering 2002 och 2008.
Direktivets ratificering försenades på grund av Gibraltar-tvisten mellan Spanien och Storbritannien. I januari 2008 nåddes en överenskommelse för att lösa situationen och för att möjliggöra framsteg på detta och andra fördrag. Storbritannien och Spanien kom överens om ett system där kommunikationen gällande fördraget mellan Spanien och Gibraltar går igenom London. Efter denna överenskommelse trädde konventionen i kraft för flera EU-länder, däribland Spanien och Storbritannien. Alla EU-länder har ratificerat konventionen.

## Genomförandet i Ryssland
1996 års konvention trädde i kraft i Ryssland den 1 juni 2013. Den första användning av konventionen i Ryssland, var det så kallade Neustadt-fallet och gäller bortförandet av två minderåriga av sin far som inte hade vårdnad om barnen från Storbritannien till Ryssland. Fallet hördes av en domstol i Moskva i september 2013 som beslutade att erkänna och verkställa det engelska domstolsbeslut och att barnen skulle skickas tillbaka till deras mor i Storbritannien. Fadern överklagade, men i november 2013 fastställde domstolen deras första beslut, och domen vann därmed laga kraft. Beslutet verkställdes inte förrän i slutet av juni 2014 då ryska poliser hittade barnen, som hade hållits gömda av sin far i över sju månader sedan han förlorat sitt överklagande.